# 난차현

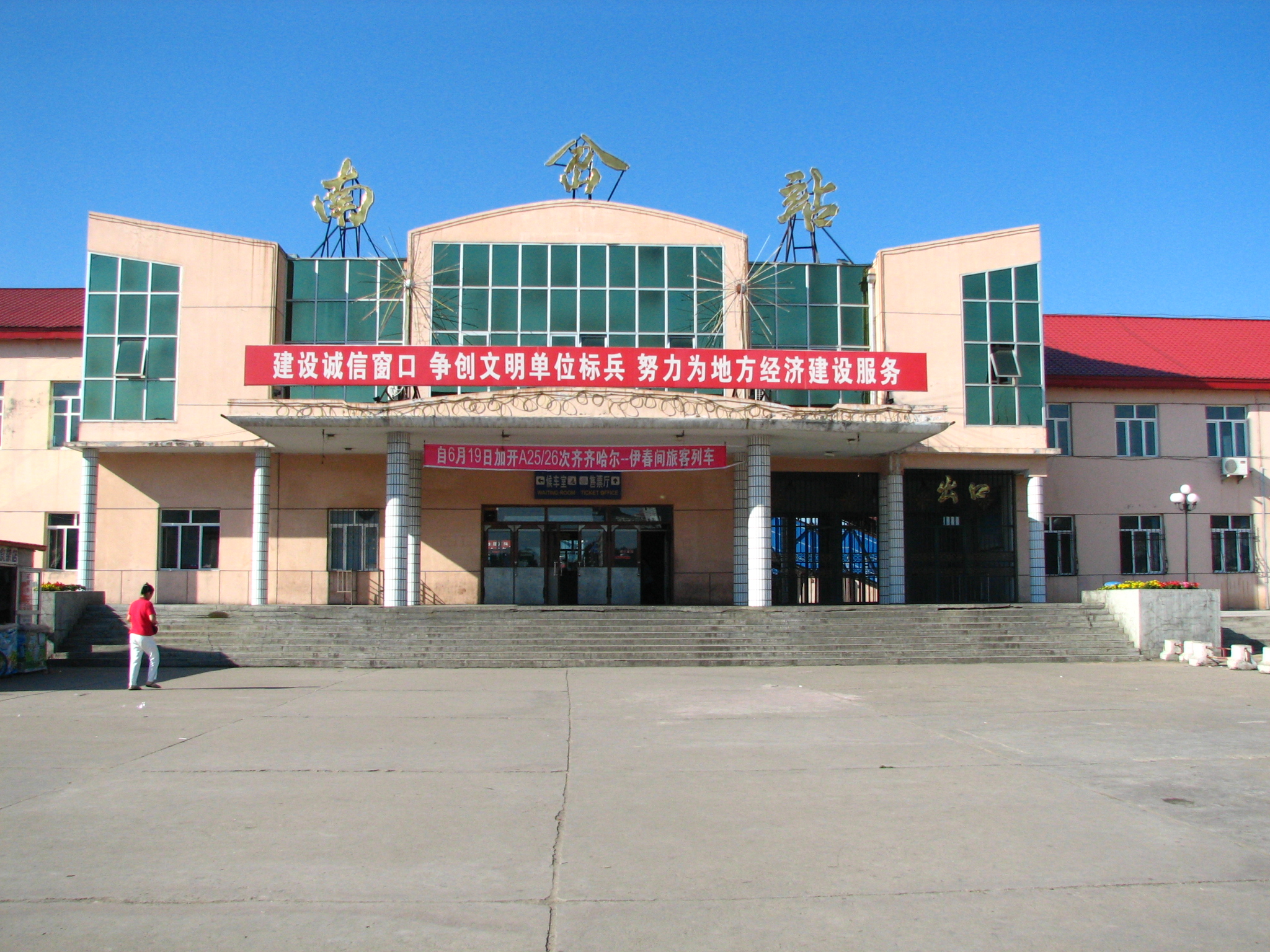
난차역

난차현(한국어: 남차현, 중국어: 南岔县, 병음: Nánchà Xiàn)는 중화인민공화국 헤이룽장성 이춘시의 행정구역이다. 넓이는 3088km2이고, 인구는 2007년 기준으로 130,000명이다.

## 행정 구역
4개 가도, 2개 진, 1개 향을 관할한다.
- 가도: 西水街道, 联合街道, 东升街道, 梧桐街道.
- 진: 晨明镇, 浩良河镇.
- 향: 迎春乡.